# Gary Lewis and the Playboys
Gary Lewis & the Playboys è stato un gruppo musicale pop rock statunitense formatosi negli anni sessanta, guidato da Gary Lewis, figlio dell'attore comico Jerry Lewis. Il gruppo è conosciuto principalmente per il singolo da primo posto in classifica del 1965 This Diamond Ring. L'immagine della band era quella dei "bravi ragazzi della porta accanto" simile a quella di contemporanei gruppi della British invasion come Herman's Hermits e Gerry and the Pacemakers. Il gruppo originale si sciolse nel 1970, ma una successiva versione della band continuò a fare concerti, spesso per organizzazioni benefiche di reduci.

## Storia
La band nacque con il nome "Gary & the Playboys". Gary Lewis creò il gruppo insieme a quattro amici quando aveva diciotto anni.
La band fece un'audizione per lavorare come gruppo musicale a Disneyland, senza menzionare il fatto che Gary fosse il figlio del celebre Jerry Lewis. Ottennero il lavoro, e il gruppo iniziò ad esibirsi ogni sera per i visitatori di Disneyland.
Il direttore d'orchestra Les Brown, amico di Jerry Lewis da anni, segnalò la band al produttore discografico Snuff Garrett. Dopo aver assistito ad un loro concerto, Garrett consigliò di inserire anche il cognome "Lewis" nel nome della band in modo da sfruttare la celebre parentela per vendere più dischi.
Garrett portò il gruppo in studio di registrazione per incidere la canzone This Diamond Ring in una sessione finanziata dalla moglie di Jerry Lewis, Patti. Volendo andare sul sicuro, Garrett scritturò degli esperti session men per effettuare delle sovraincisioni sul pezzo, inclusi gli assoli di chitarra e di tastiera, una supplementare linea di basso e percussioni aggiuntive.
I session men che parteciparono alla seduta furono: Mike Deasy e Tommy Allsup alle chitarre, Leon Russell alla tastiera, Joe Osborn al basso, e Hal Blaine alla batteria. Il cantante Ron Hicklin incise la traccia vocale base. Quindi, Garrett aggiunse la voce di Lewis per due volte, e alcuni strumenti suonati dai Playboys.
Per promuovere il singolo, Garrett contattò vari disc jockey di New York, come "Murray the K" Kaufman, e Jerry Lewis ricorse alle sue conoscenze nell'ambiente dello show business per far apparire il gruppo del figlio al prestigioso Ed Sullivan Show. Tuttavia, Sullivan voleva che tutti gli artisti che si esibivano nel suo programma suonassero rigorosamente dal vivo. Dato che molti dei trucchi da studio di registrazione impiegati nel brano non erano riproducibili dal vivo, si raggiunse un compromesso: Lewis cantò dal vivo sopra una base pre-registrata mentre gli altri membri della band fecero solo finta di suonare i rispettivi strumenti.
L'apparizione della band allo show del gennaio 1965 rese istantaneamente Gary Lewis and the Playboys delle star in America. This Diamond Ring raggiunse il primo posto nella classifica Billboard Hot 200, vendendo oltre un milione di copie, e diventando disco d'oro. Forte del riscontro ottenuto, la band fece un cameo in una scena del film I 7 magnifici Jerry (1965), diretto da Lewis padre: è il gruppo musicale che canta la canzone This Diamond Ring stipato nel bagno di un aeroplano. Però, alla fine del 1965 solamente West e Lewis erano ancora in formazione nella band. Gli altri membri originali erano stati rimpiazzati velocemente da Tommy Tripplehorn (padre dell'attrice Jeanne Tripplehorn), Carl Radle, Jimmy Karstein, Randy Ruff, Pete Vrains, Bob Simpson, Adolph Zeugner, Les John, Wayne Bruno, e Dave Gonzalez.
Gary Lewis and the Playboys furono uno degli unici due gruppi musicali degli anni sessanta i cui primi sette 45 giri entrarono tutti nella Top 10 della Billboard Hot 100 (i The Lovin' Spoonful furono l'altro).
Nel gennaio 1967 Lewis fu arruolato nell'esercito statunitense. Quando venne congedato nel 1968, il momento d'oro del gruppo era ormai passato e il successo iniziò a scemare. Lewis continuò a portare in giro per gli Stati Uniti il gruppo in vari tour del Paese, partecipando anche a molte edizioni del programma Labor Day Telethon presentate dal padre.
Nonostante il grande successo riscosso dal gruppo in patria, fuori dagli Stati Uniti Gary Lewis & the Playboys non ebbero mai alcuna notorietà di rilievo.

## Formazione originale
- Gary Lewis - batteria e voce
- David Walker - chitarra ritmica
- Allan Ramsay - basso
- David Costell - chitarra solista
- John West - organo Hammond e Cordovox (armonica elettronica)

## Discografia
Album in studio
- This Diamond Ring (Liberty Records) (1965)
- A Session with Gary Lewis and the Playboys (Liberty Records) (1965)
- Everybody Loves a Clown (Liberty Records) (1965)
- She's Just My Style (Liberty Records) (1965)
- Hits Again (Liberty Records) (1966)
- (You Don't Have To) Paint Me a Picture (Liberty Records) (1966)
- New Directions (Liberty Records) (1967)
- Gary Lewis & The Playboys (Sunset Records) (1967)
- Gary Lewis Now! (Liberty Records) (1968)
- Rhythm of the Rain/Hayride (Liberty Records) (1969)
- Close Cover Before Playing (Liberty Records) (1969)
- Rhythm! (Sunset Records) (1969)
- I'm on the Right Road Now (Liberty Records) (1969)

Raccolte
- Golden Greats (Liberty Records) (1966)
- More Golden Greats (Liberty Records) (1968)
- The Very Best of Gary Lewis and the Playboys (United Artists Records) (1975)